# Monique Klemann
Monique Klemann (Amsterdam, 18 september 1965) is een Nederlands model, zangeres en actrice.

## Zang
Klemann is vooral bekend als een van de twee zangeressen van de popgroep Loïs Lane, die eind jaren 80 en begin jaren 90 populair was. In Loïs Lane zingt ze samen met haar zus Suzanne. Tevens is ze lid van de band Girls Wanna Have Fun. Klemann bracht als solo-zangeres drie eigen cd's uit: On Patrol (2006), Coool (2016) en Lovers In Motion (2020).

## Film & tv
Klemann is al op jonge leeftijd op tv te zien in een reclamespot van het modemerk Van Gils. De drie zoons van Miel van Gils zetten in 1978 het bedrijf van hun vader voort en in een reclamespot is Klemann te zien, gekleed in een stijlvol mannenjack. In 1989 heeft ze een rol gespeeld in een eindexamenfilm van de Filmacademie met de titel 'De schaker en de dame'. In 2005 speelde ze Lynn in de misdaadserie Parels & Zwijnen op Talpa. Vanaf 1 januari 2008 ging deze serie verder op RTL 5. De nummers die ze in deze serie zingt staan op haar eerste soloalbum On Patrol die eind 2006 verscheen. In 2014 doet zij ook mee met het zevende seizoen van de Beste Zangers.

## Privé
Monique Klemann heeft een relatie met componist en producer Jeroen den Hengst, die als gitarist ook een tijdje bij Loïs Lane heeft gespeeld. Samen hebben ze twee kinderen. 